# Madeira (fiume)
Il Madeira (o Rio Madeira), con una lunghezza di circa 3 240 km, è uno dei più importanti corsi d'acqua dell'America meridionale e il maggior affluente di destra del Rio delle Amazzoni.
Il suo bacino idrografico misura 1 420 000 km² ed è situato fra Brasile, Bolivia e Perù, mentre la portata d'acqua è di 32.000 metri cubi per secondo, decimo fiume al mondo per portata d'acqua.
Il Madeira nasce alla confluenza dei fiumi Beni e Mamoré, in Bolivia, per poi entrare completamente nel Brasile, dove scorre fino a gettarsi nel Rio delle Amazzoni.
Nel Madeira vive il delfino Inia boliviensis (alto corso), mentre nel basso corso si può trovare Inia geoffrensis, il delfino del Rio delle Amazzoni. 
Nel luglio 2007, è stato approvato un progetto dal Governo Brasiliano che prevede la costruzione di due dighe sul fiume Madeira. Questo progetto è stato contrastato da alcuni gruppi ambientalisti per l'impatto ambientale che la costruzione potrebbe avere.

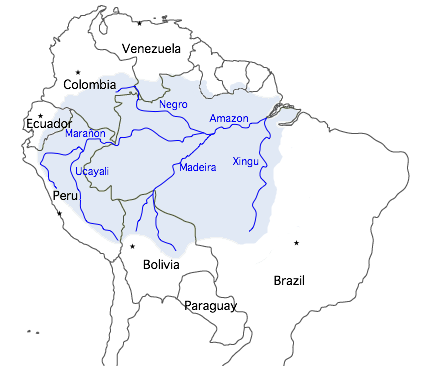
Il bacino idrografico del Rio delle Amazzoni, incluso il fiume Madeira